# Прешево (община)
Прешево (серб. Прешево) — община в Сербии, входит в Пчиньский округ. Первое упоминание Прешева относится к 1381 году.
Население общины составляет 38 849 человек (2007 год), плотность населения составляет 147 чел./км². Занимаемая площадь — 264 км².
Административный центр общины — город Прешево. Община Прешево состоит из 35 населённых пунктов.

## Населённые пункты
- Алиджерце
- Берчевац
- Буич
- Букаревац
- Буковац
- Буштране
- Гаре
- Големи-Дол
- Горня-Шушая
- Господжинце
- Депце
- Доня-Шушая
- Жуинце
- Илинце
- Курбалия
- Ляник
- Маджяре
- Миратовац
- Норча
- Ораовица
- Печено
- Прешево
- Раинце
- Ранатовце
- Релян
- Свиниште
- Сефер
- Славуевац
- Станевце
- Стрезовце
- Трнава
- Цакановац
- Церевайка
- Црнотинце
- Чукарка

## Статистика населения общины
| Год  | Население, чел. |
| ---- | --------------- |
| 1991 | 25 208          |
| 2001 | 34 289          |
| 2002 | 35 281          |
| 2003 | 36 215          |
| 2004 | 37 154          |
| 2005 | 37 887          |
| 2006 | 38 385          |
| 2007 | 38 849          |

## Албанский вопрос
89 % населения Прешева ныне составляют албанцы, находящиеся под сильным влиянием частично признанной Республики Косово. В 1992 г. местные албанцы организовали референдум о присоединении общин Прешево, Медведжя и Буяновац к автономному краю Косово и Метохия. В Белграде референдум был признан неконституционным.
В 1999—2001 гг. активизировалась албанская сепаратистская организация «Армия освобождения Прешево, Медведжи и Буяноваца» (ОАПМБ), поставившая целью отделение данного региона от Югославии и присоединение его Республике Косово. Сепаратисты были разгромлены сербскими вооружёнными силами. Во время этой операции контингенты НАТО контролировали непересечение террористами границы с Косовом.
В центре Прешева до сих пор существует памятник расформированной ОАПМБ. И сербская полиция помешала группе активистов (во главе с Братиславом Живковичем) выехать в Прешево и снести памятник боевикам ОАПМБ. Многолетний мэр Прешева Рагми Мустафа (лидер Албанской демократической партии ПДШ) также взял памятник под свою защиту.